# Torpedowerkschip
Een torpedowerkschip is een marineschip dat onderhoud verricht aan torpedo's, hulp verleent, snelle reparaties doet bij onderzeeboten en vaak fungeert als doelschip. Torpedowerkschepen kunnen ook gebruikt worden om andere schepen van voorraden te voorzien, om gebieden te patrouilleren of humanitaire hulp te verlenen. Het Nederlandse torpedowerkschip Zr.Ms. Mercuur kan naast de basiseisen van een torpedowerkschip ook andere taken uitvoeren. Onder de waterlijn heeft het schip een torpedobuis, waarmee het oefentorpedo's kan afvuren en wapens kan testen.